# Jacob Lekgetho
Jacob „Bobo“ Lekgetho (* 24. März 1974 in Soweto; † 9. September 2008 in Johannesburg) war ein südafrikanischer Fußballspieler.
Er spielte in seiner Karriere unter anderem für Moroka Swallows und Lokomotive Moskau. Mit Moskau nahm er an der Champions League 2003/2004 teil. Insgesamt vier Jahre lang war der Abwehrspieler für Lok aktiv. Am 9. September 2008 starb Lekgetho nach langer Krankheit.

## Nationalmannschaft
Mit der südafrikanischen Nationalmannschaft nahm er an der WM 2002 in Japan und Südkorea teil. Dort kam er nur in der Vorrundenpartie gegen Spanien zum Einsatz und konnte das Ausscheiden seines Teams in der Gruppenphase nicht verhindern.
Dazu war er auch beim Afrika-Cup 2004 dabei. Dort absolvierte er alle drei Spiele der Mannschaft in der Vorrunde, doch auch hier war bereits früh Schluss. Seit 2004 wurde er auch nicht mehr in den Kader des Nationalteams berufen. Er lief 26-mal für die Nationalmannschaft auf.

## Falsche Todesmeldung 2007
Am 19. Februar 2007 erschienen in diversen russischen Tageszeitungen und Internetpräsenzen Berichte über einen angeblichen Tod Lekgehtos. Demnach sollte er bei einem Autounfall in Kapstadt ums Leben gekommen sein. Nationale Massenmedien hörten von der Geschichte und verbreiteten diese weiter. Einen Tag nach der Meldung bestätigte Rusfootball, dass dies eine Falschmeldung war.